# Mirkoeilcane (album)
Mirkoeilcane è il primo ed eponimo album in studio del cantautore italiano Mirkoeilcane, pubblicato nel 2015. 

## Tracce
1. Profili (a)sociali
2. La fre(tta)
3. Salvatore
4. Whisky per favore
5. Lady di ghiaccio
6. La giuria
7. Scomodo
8. Incontriravvicinatidelterzotipo
9. Con un filo di voce
10. Notte di Settembre
11. A picco